# Jan Francke
Jan Francke, född 15 mars 1933, död 31 januari 2009. Svensk jurist.
Francke arbetade 1966-1983 vid Finansdepartementet och hade ansvar för skatteavtal mellan Sverige och andra länder. 1983 blev han lagman vid Kammarrätten i Stockholm och 1987 president vid Kammarrätten i Jönköping. Han hade även internationella uppdrag och var 1989-1999 ordförande i OECD:s skattekommitté samt 1998-1999 vice ordförande i Internationella domarunionen. 2003 och 2005 utsågs han till ledamot i Lagrådet och forskade även efter pensionsåldern vid Internationella Handelshögskolan i Jönköping.
Han var även lovande tennisspelare och besegrade som junior Ulf Schmidt. Efter tenniskarriären fortsatte han som ledare och var ordförande för Svenska Tennisförbundet 1993-1999 samt ledamot i Internationella tennisförbundet 1993-2001.